# Польское кладбище (Могилёв)
Польское (католическое) кладбище — кладбище в городе Могилёве (Беларусь). Расположено на улице Лазаренко, занимает площадь 2,5 га.

## История

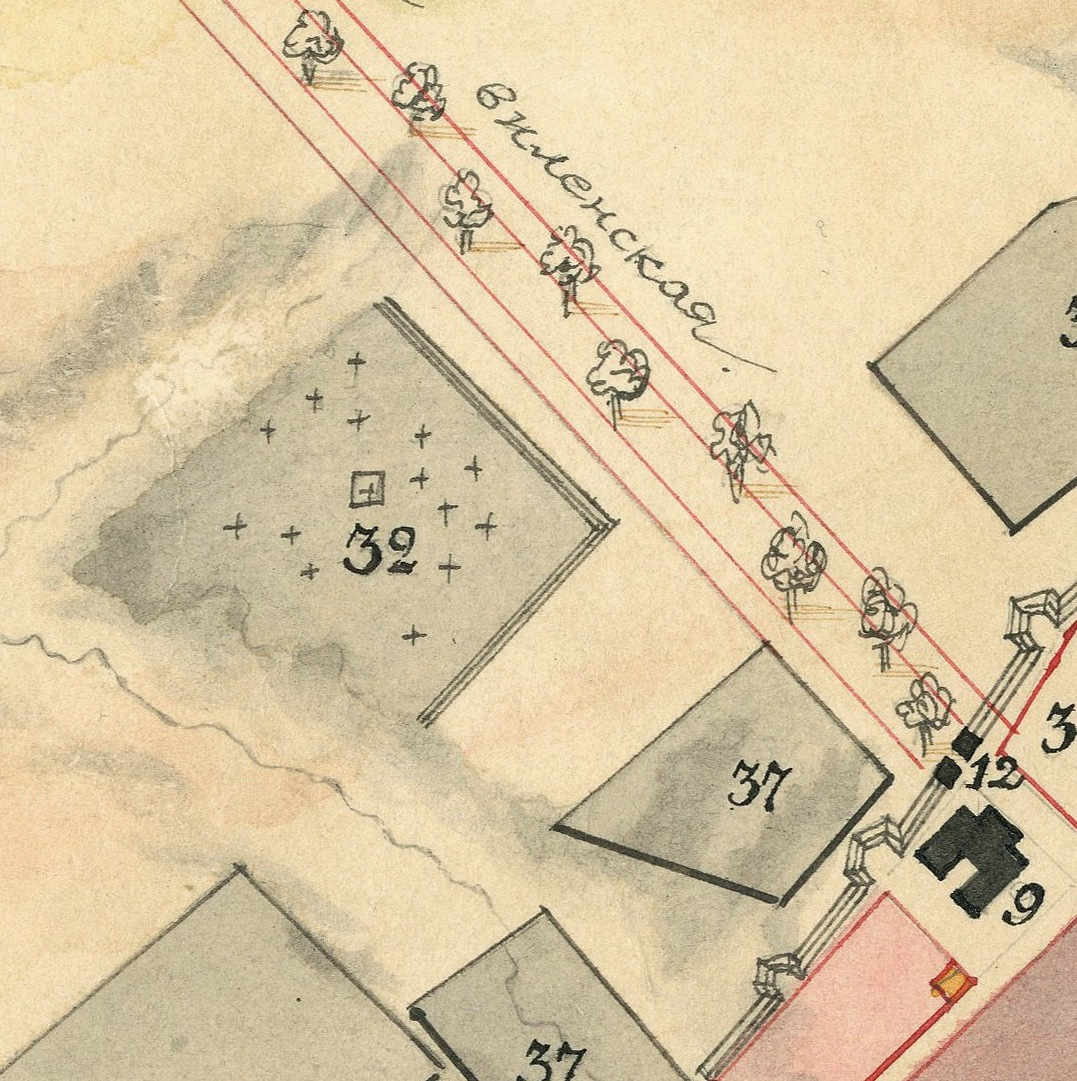
Католическое кладбище на плане города 1835 года

Кладбище было основано на рубеже XVIII—XIX веков, самое старое сохранившееся захоронение датируется 1810 годом. По переписи 1997 года на кладбище насчитывается около 250 старых захоронений.
В 1904 году в центре кладбища была построена каменная усыпальница Сеножацких. Также в начале XX века на кладбище были возведены часовни в неоготическом и неоклассическом стиле, а также часовня-усыпальница Жуковских в неоегипетском стиле.
В 1950-х годах католики Могилёва летом собирались на кладбище на религиозные праздники, молились возле могил своих родственников, а потом вместе пели молитвы и псалмы. Вместо священника эти песнопения вела Юлия Дашкевич из Шкловского района.
Закрыта для захоронений в 1976 году.
Часовня-усыпальница Сеножацких была передана верующим и освящена 25 ноября 1989 года. Неоготическая часовня была преобразована в грекокатолическую церковь иконы Божией Матери Белыницкой.

## Могилы известных людей
- Александр Жуковский (1820—1915) — предводитель дворянства Рогачёвского уезда Могилёвской губернии[2].
- Эмилия Жуковская (1828—1881), жена Эдуарда Жуковского, владельца имения в Дашковке (до замужества — Цехановецкая).
- Валерий Генрих Камёнка (1767—1840) — апостольский администратор Могилёвской митрополии.
- Василий Иванович Матеушов (1915—1974) — белорусский поэт и журналист.
- Андрей Александрович Мельников (1968—1988) — Герой Советского Союза, участник Афганской войны (1979—1989).
- Владислав Семёнович Миляновский (1830—1892) — инженер-архитектор.
- Евгений Святополк-Мирский (1876—1918) — католический священник.
- Михаил Фёдорович Рябчевский (1912—1979) — Герой Советского Союза.
- Алексей Васильевич Пысин (1920—1981) — белорусский поэт.
- Лев Николаевич Подзерня (1934—1984) — директор завода «Могилёвлифтмаш».
- Алоизий Войнич-Сенажацкий (1754—1840) — председатель Могилёвского Главного суда 2-го отдела.
- Александр Войнич-Сенажацкий (1807—1861) — предводитель дворянства Чаусского уезда.
- Доктор Эдвард Шнайдер (умер в 1895 году).
- о. Павел Подгурский (умер 20 апреля 1897 года) — каноник и благочинный Могилёва.
- о. Болеслав Славинский (умер 1894 году).
- Даниил Маура (умер 1850 году) был ротмистром драгунского полка из Казани.

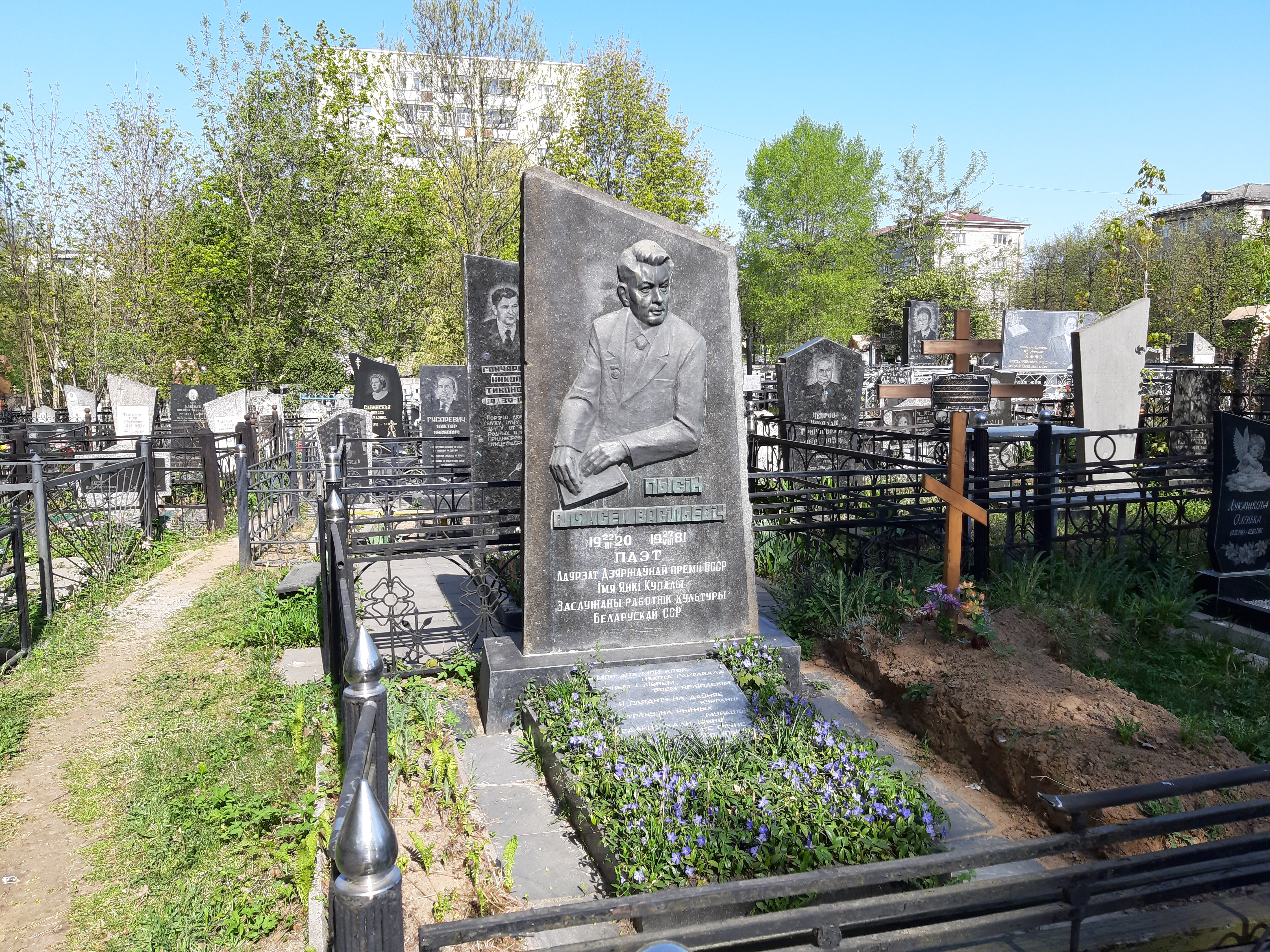
Могила Пысина
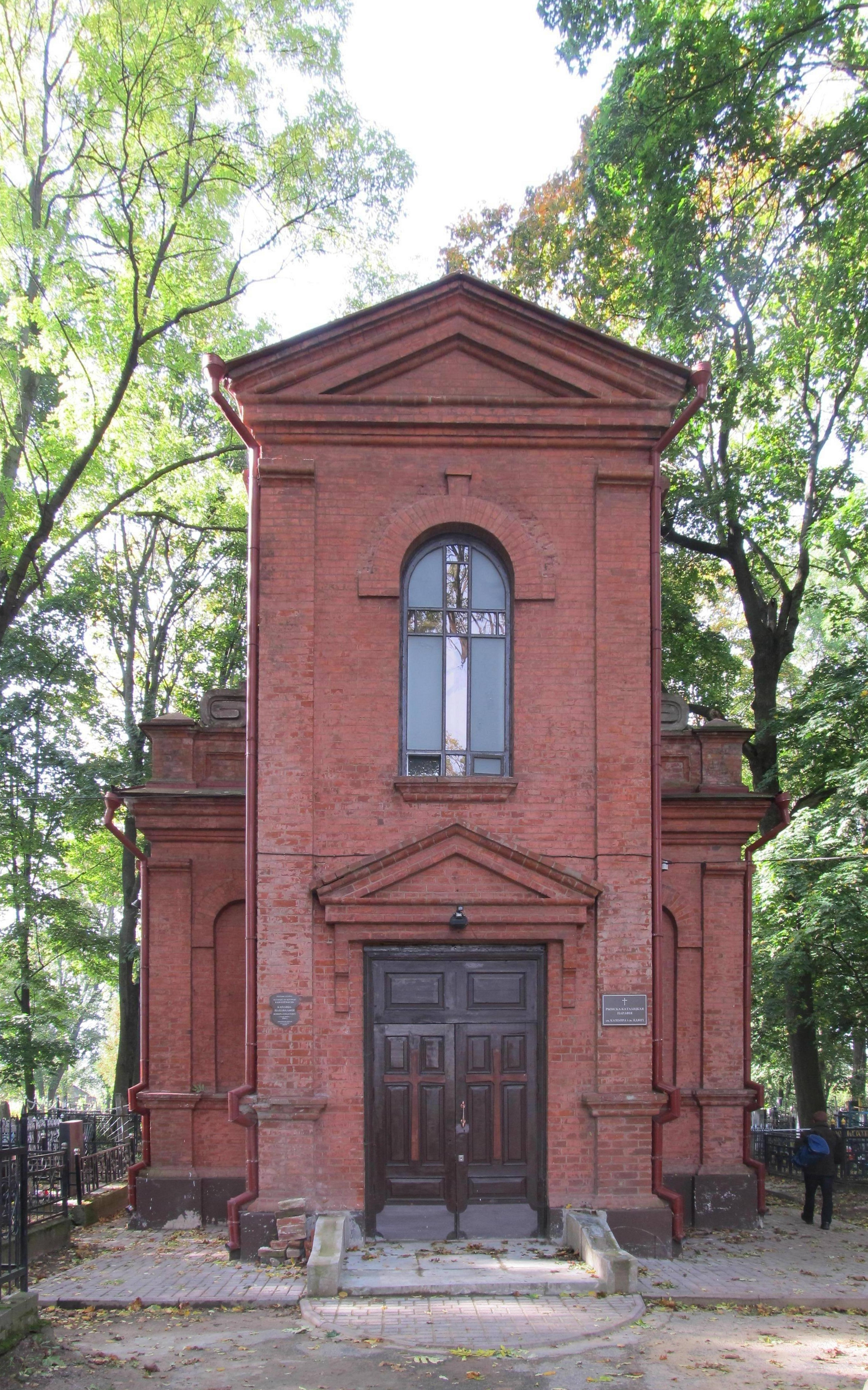
Часовня-усыпальница Сеножацких
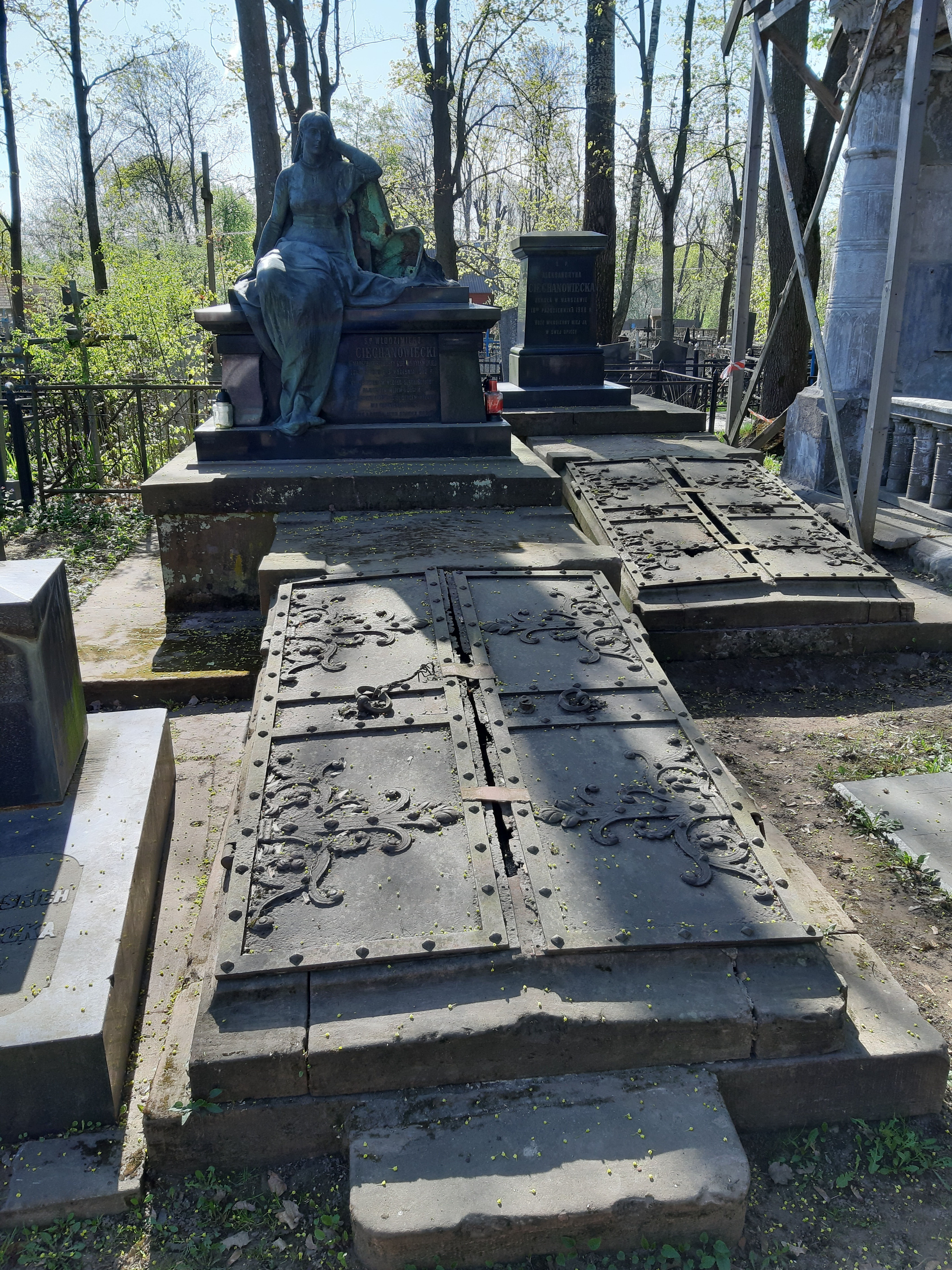
Могила Цехановецкого
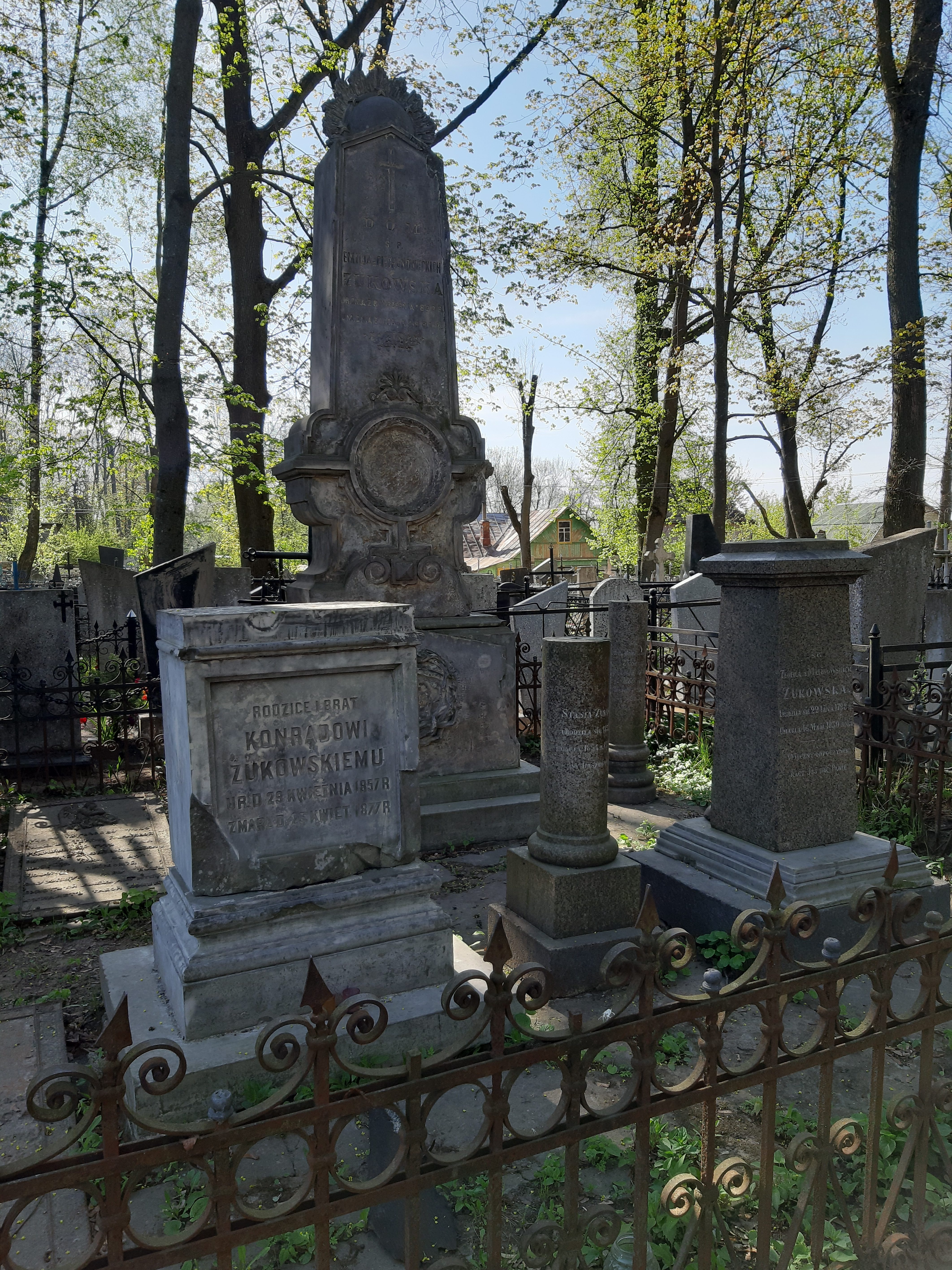
Захоронение Жуковских
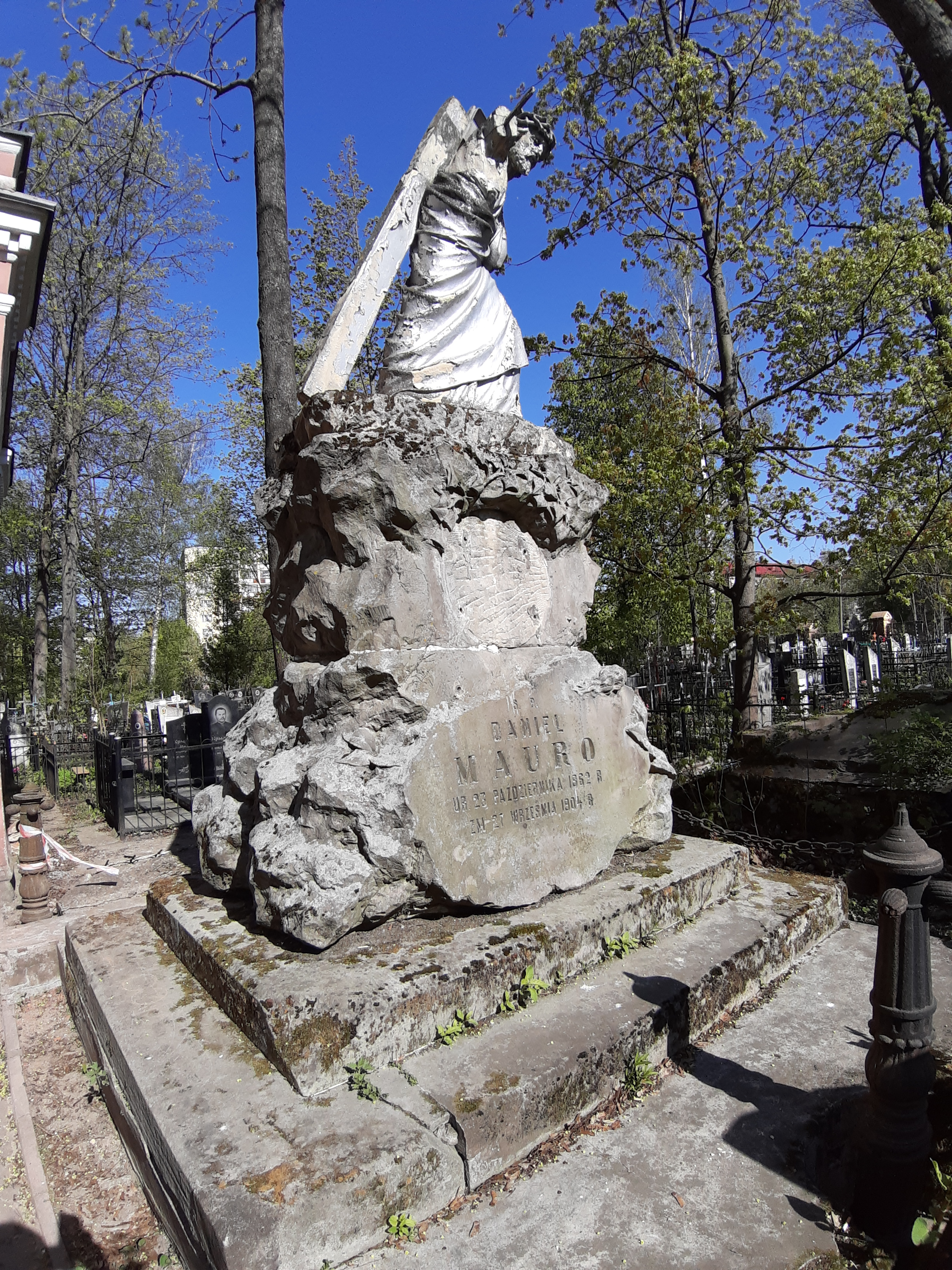
Могила Даниэля Мора
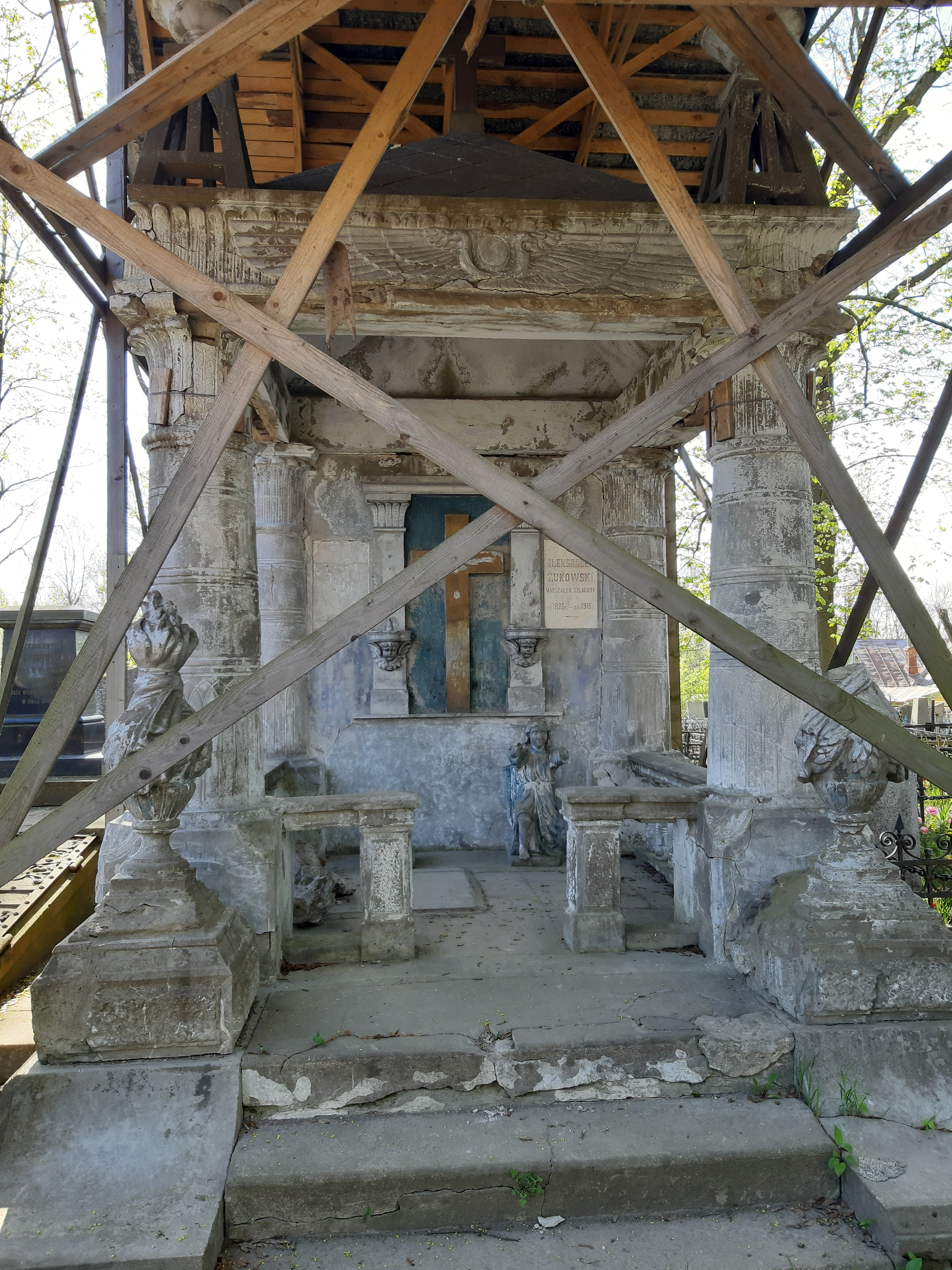
Часовня-усыпальница Жуковских
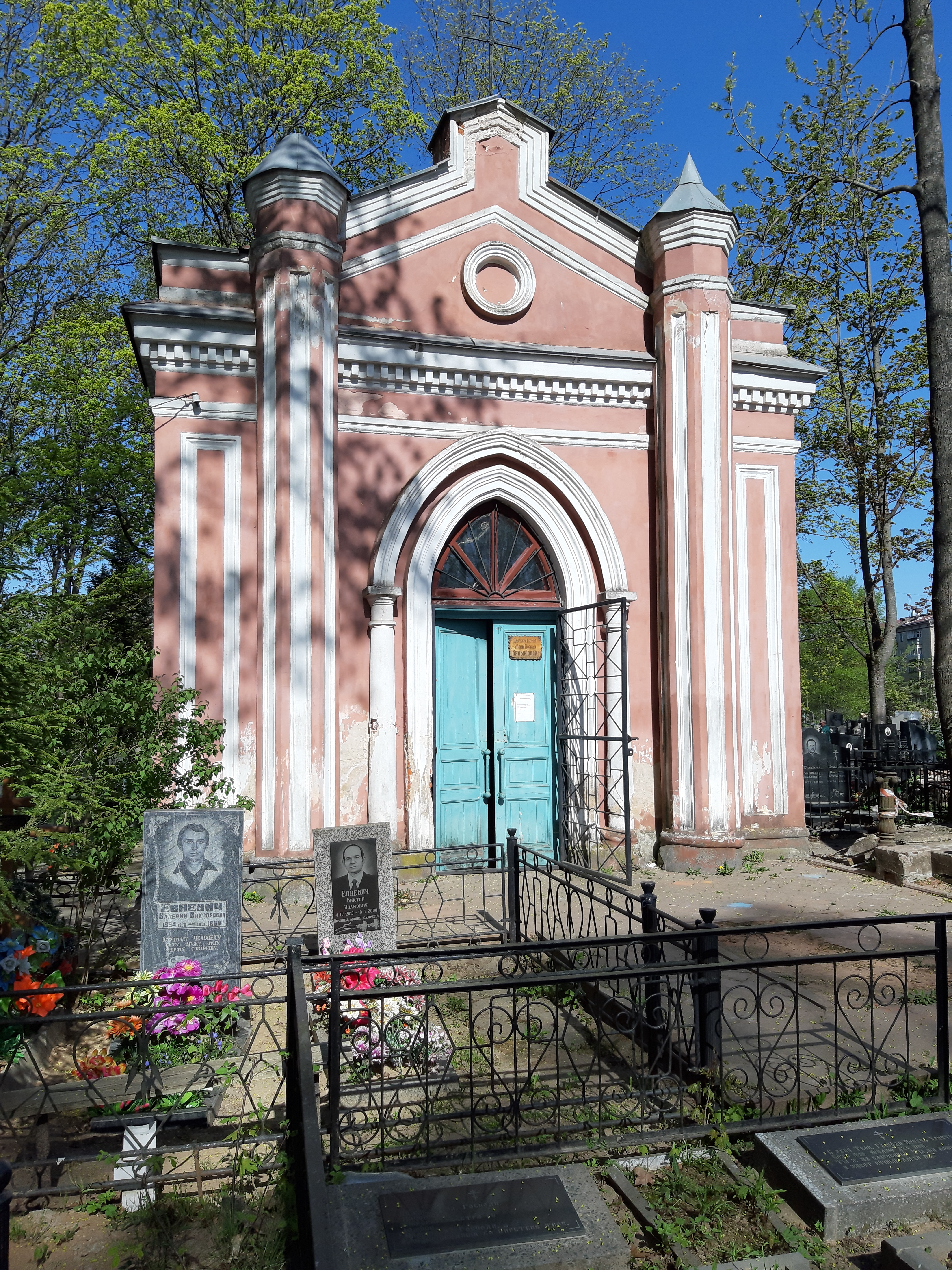
Грекокатолическая церковь иконы Божией Матери Бельницкой
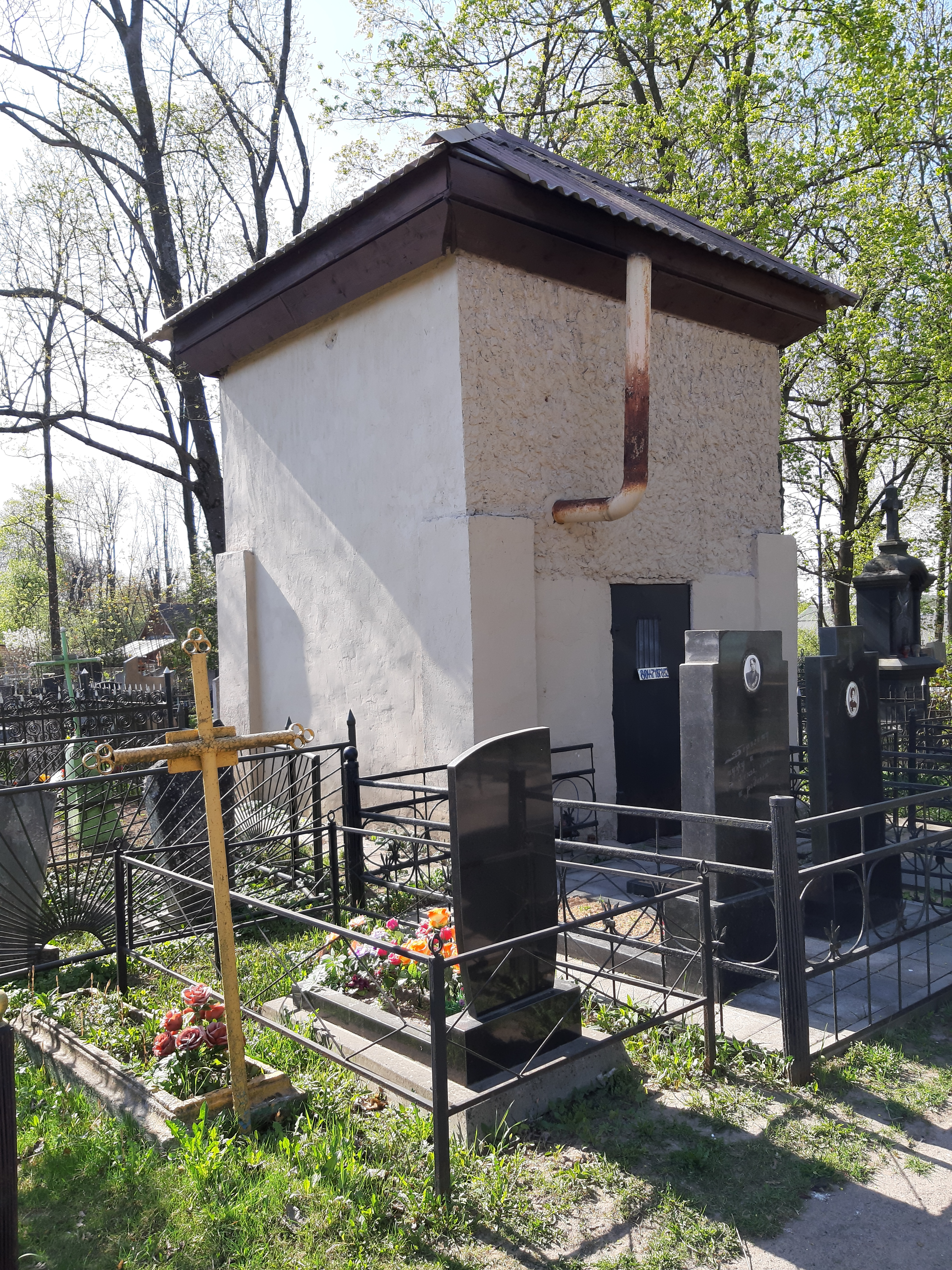
Неоклассическая часовня (современный вид)